# Peter Navarro
Peter Kent Navarro (Cambridge, Massachusetts, 15 juli 1949) is een Amerikaanse econoom en sinds januari 2025 de senior adviseur voor handel en productie van de Amerikaanse president Donald Trump. Eerder diende hij in de eerste regering van Trump, eerst als directeur van de National Trade Council van het Witte Huis en daarna als directeur van het nieuwe Office of Trade and Manufacturing Policy.
Navarro is emeritus hoogleraar economie en overheidsbeleid aan de Paul Merage School of Business van de Universiteit van Californië, Irvine. Navarro deed vijf keer een vergeefse poging om een politiek ambt te bekleden in San Diego, Californië. 
In januari 2017 trad hij in dienst bij de eerste regering van Trump als adviseur voor handel. Als hoge regeringsfunctionaris moedigde Navarro president Trump aan protectionistische handelsmaatregelen door te voeren. Hij speelde een belangrijke rol in de handelsoorlog tussen China en de Verenigde Staten en pleitte voor een hard beleid ten opzichte van China. Nadat hij zijn ambt had neergelegd, kreeg hij sancties van China. Tijdens zijn laatste jaar in de regering van Trump was Navarro betrokken bij de maatregelen  van de regering tegen COVID-19. In 2020 werd hij ook benoemd tot coördinator van het nationale beleid voor de Defense Production Act. Al vroeg waarschuwde hij binnen de overheid over de dreiging van het virus, maar in het openbaar bagatelliseerde hij de risico's. Hij botste publiekelijk met Anthony Fauci, de directeur van het National Institute of Allergy and Infectious Diseases, omdat Navarro hydroxychloroquine bepleitte als behandeling voor COVID-19 en verschillende volksgezondheidsmaatregelen veroordeelde die erop gericht waren de verspreiding van het virus te stoppen.
Navarro probeerde de presidentsverkiezingen van 2020 ongedaan te maken en ontwikkelde complottheorieën over verkiezingsfraude. In februari 2022 werd hij twee keer door het Congres gedagvaard. Navarro weigerde hieraan mee te werken en werd doorverwezen naar het ministerie van Justitie. In 2022 werd hij door een grand jury aangeklaagd wegens twee aanklachten van minachting van het Congres. In 2023 werd Navarro voor beide aanklachten veroordeeld en in 2024 werd hij veroordeeld tot vier maanden gevangenisstraf. Hij werd daarmee de eerste voormalige functionaris van het Witte Huis die werd veroordeeld wegens minachting van het Congres. 
In januari 2025 werd hij benoemd tot senior adviseur voor handel en productie voor president Trump in zijn tweede ambtstermijn. In zijn tweede termijn was Navarro een belangrijke functionaris achter Trumps oplegging van tarieven aan Canada, China en Mexico, en ook achter het beleid van "wederkerige tarieven" dat in april werd aangekondigd.
Navarro's opvattingen over handel vallen ver buiten de mainstream van het economisch denken en worden door andere economen vaak als marginaal beschouwd. Navarro is een groot voorstander van het terugdringen van de Amerikaanse handelsdeficits. Hij staat bekend om zijn harde standpunten ten aanzien van China, waarbij hij het land omschrijft als een existentiële bedreiging voor de Verenigde Staten. Hij heeft China beschuldigd van oneerlijke handelspraktijken en valutamanipulatie en opgeroepen tot een meer agressief beleid ten opzichte van het land. Hij heeft opgeroepen tot het vergroten van de omvang van de Amerikaanse productiesector, het instellen van hoge tarieven en het "repatriëren van wereldwijde toeleveringsketens". 
Hij is ook een uitgesproken tegenstander van vrijhandelsverdragen. Navarro schreef onder meer de boeken The Coming China Wars (2006) en Death by China (2011). In verschillende van zijn boeken citeerde Navarro een fictieve econoom met de naam "Ron Vara", een anagram van zijn naam, als informatiebron.